# Kari Eloranta
Kari Pekka „Piri“ Eloranta (* 29. Februar 1956 in Lahti) ist ein ehemaliger finnischer Eishockey- und Fußballspieler und Eishockeytrainer, der in seiner aktiven Zeit von 1974 bis 1997 unter anderem für die Calgary Flames und St. Louis Blues in der National Hockey League gespielt hat.

## Karriere
Kari Eloranta begann seine Karriere als Eishockeyspieler in seiner Heimatstadt bei Kiekko-Reipas, für dessen Profimannschaft er in der Saison 1975/76 sein Debüt in der zweitklassigen I divisioona gab. In dieser Spielzeit stieg er zudem mit seiner Mannschaft in die SM-liiga auf. Nach zwei Jahren in der höchsten finnischen Spielklasse spielte der Verteidiger von 1978 bis 1981 für Leksands IF in der schwedischen Elitserien. Am 15. September 1981 unterschrieb er als Free Agent einen Vertrag bei den Calgary Flames, für die er in 19 Spielen fünf Vorlagen gab, ehe er kurz vor Ende der Trade Deadline an die St. Louis Blues abgeben wurde. Für das Team aus Missouri bestritt der Finne nur 17 Spiele, ehe er in der Sommerpause von den Calgary Flames zurückgekauft wurde. Bei den Kanadiern hatte er anschließend in drei Jahren einen Stammplatz.
Im Sommer 1985 kehrte Eloranta nach Europa zurück, wo er zwei Jahre lang für den HV71 Jönköping in der Elitserien spielte, ehe er von 1987 bis 1990 beim HC Lugano in der Nationalliga A unter Vertrag stand. Mit den Schweizern gewann er 1988 und 1990 jeweils die nationale Meisterschaft. Für die Saison 1990/91 kehrte der Linksschütze zu seinem Heimatclub Hockey-Reipas nach Finnland zurück. Die folgende Spielzeit verbrachte er beim Rögle BK in der Division 1, der zweiten schwedischen Spielklasse. Mit Rögle erreichte er auf Anhieb den Aufstieg in die Elitserien. Nach insgesamt vier Jahren bei Rögle BK trat der ehemalige Olympiateilnehmer von 1995 bis 1997 ein letztes Mal für Reipas an, die in der Zwischenzeit in die zweitklassige I divisioona abgestiegen waren. Die Trikotnummer 17 wurde nach seinem Karriereende von den Pelicans gesperrt und wird seitdem nicht mehr vergeben.
Im Anschluss an seine Spielerkarriere arbeitete Eloranta von 1996 bis 2002 als Cheftrainer für seinen Ex-Club Pelicans Lahti, mit dem ihm in der Saison 1998/99 die Rückkehr in die SM-liiga gelang. Anschließend stand er drei Jahre lang als Verantwortlicher bei den Rapperswil-Jona Lakers aus der Schweizer NLA hinter der Bande. Nachdem er zur Saison 2005/06 für Ilves Tampere in seiner finnischen Heimat tätig gewesen war, arbeitete er 2007 kurzzeitig erneut für Rapperswil in der Schweiz. Im Abstiegsjahr von Mora IK aus der Elitserien 2008 war der Finne ebenso Hauptverantwortlicher wie anschließend in der Saison 2008/09 bei HeKi Heinola in der Mestis. Nach einem Engagement in der Saison 2010/11 als Chefcoach bei EHC Lustenau in der österreichischen Nationalliga kehrte er nach Finnland zurück und war bei den Pelicans 2011–2013 und 2015–2016 als Trainer tätig.

### International
Für Finnland nahm Eloranta an den Junioren-Weltmeisterschaften 1975 und 1976 sowie den Weltmeisterschaften 1979, 1981, 1986 und 1989 teil. Des Weiteren stand er im Aufgebot Finnlands bei den Olympischen Winterspielen 1980 in Lake Placid, 1988 in Calgary und 1992 in Albertville.

## Erfolge und Auszeichnungen
- 1976 Aufstieg in die SM-liiga mit Kiekko-Reipas
- 1986 Guldhjälmen
- 1988 Silbermedaille bei den Olympischen Winterspielen
- 1988 Schweizer Meister mit dem HC Lugano
- 1990 Schweizer Meister mit dem HC Lugano
- 1992 Aufstieg in die Elitserien mit Rögle BK

### Als Trainer
- 1998 Trainer des Jahres der I divisioona
- 1999 Aufstieg in die SM-liiga mit Pelicans Lahti
- 1999 Trainer des Jahres der I divisioona

## Fußball
Mit Lahden Kuusysi gewann Eloranta 1982 und 1986 die finnische Fußballmeisterschaft.